# Aleksander Bernatowicz (ur. 1790)
Aleksander Bernatowicz (ur. w 1790 roku) – poseł z powiatu jampolskiego województwa podolskiego na Sejm w czasie powstania listopadowego od 5 lipca 1831 roku.